# هارولد ساكستون بور
هارولد ساكستون بور (بالإنجليزية: Harold Saxton Burr)‏ (18 أبريل 1889 - 17 فبراير 1973) أستاذ التشريح في كلية الطب في جامعة ييل، والباحث في الكهربائية الحيوية.

## النشأة
ولد في لويل، ماساتشوستس في عام 1889، لأبوين هما: هانفورد بور وكلارا ساكستون. درس في المدارس الحكومية وفي كلية التقنية العليا في سبرينغفيلد، ماساشوستس. في عام 1908 تم قبوله في مدرسة شيفيلد العلمية في جامعة ييل، وحصل على بكالوريوس في الفلسفة في عام 1911. وفي 27 ديسمبر من ذلك العام، في شيكاغو، تزوج «جان تشاندلر»، وانجبا ابنهما «بيتر». وفي عام 1914 تم تعيينه مدرِّس في علم التشريح في جامعة ييل. تابع دراسته للحصول على شهادة الدكتوراه في «روس جرانفيل هاريسون»، ونالها في عام 1915. وكان مدرِّساً في جامعة ييل حتى عام 1958، وأصبح أستاذاً مساعداً في عام 1919، وأستاذاً مشاركاً في عام 1926، وأستاذاً في عام 1929. وقد قضى معظم حياته لاحقاً في نيو هافن.

## أعماله الأكاديمية
نشر بور ما بين: (1916-1956) بمفرده أو بالاشتراك مع زملاء آخرين، ثلاثة وتسعين ورقة علمية، ركَّزت في معظمها على دراسة تطور السحايا والأجهزة العصبية الأخرى، وغالباً ما كان يدرس «السلمندر الخلد» أو «يرقات السمندل».
وفي عام 1932 قادته ملاحظاته حول تكاثر الخلايا العصبية في السلمندر إلى وضع «النظرية الديناميكية الكهربائية للتطور» التي منحته شهرة على نطاق واسع حتى يومنا هذا. وفي عام 1935 نشر (مع أف. إس. سي. نورثروب) «النظرية الديناميكية الكهربائية للحياة» ومع (سي. تي. لين) «الخصائص الكهربائية للأنظمة الحياتية». وذكر لأول مرة في كتابه 1936 صفحة بالاشتراك مع (سي. تي. لين وإل. أف. نمس) أنه عندما استخدم جهاز الفولتميتر للكشف عن الجهد الكهربائي للجسم، لاحظ أنبوب الفولتميتر المجهري المُفرَّغ من الهواء المعَّد لقياس الظواهر الكهربائية الحيوية. فأطلق مُسمى: «حقل إل» على الحقول الكهربائية الحيوية للمنظومات الحية.
وفي عام 1942، قام بور بقياس خرج التيار الكهربائي من خلال زراعة الذرة، وقال: «يبدو أن الكهرباء تسد الفجوة ما بين عالم الجماد والمادة الحية... الكهرباء هي أحد العوامل الأساسية في جميع المنظومات الحية تماماً كما هو الحال في العالم غير الحي».
ساهمت أبحاث بور في الكشف الكهربائي عن الخلايا السرطانية، وفي علم الأجنة التجريبي، والتشريح العصبي، وفي تجديد وتطوير الجهاز العصبي. وأدت دراسته الكهربائية الحيوية لعملية الإباضة والحيض في نهاية المطاف إلى تسويق أجهزة كشف الخصوبة. وأشارت دراساته الكهروديناميكية الأخيرة التي أُجريت على مدى عقود على الأشجار، فكرة الساعة البيولوجية لدورة الضوء والظلام اليومية، والسنوية. كما ساهم بنشر عدد قليل من الأوراق البحثية عن التاريخ وعلم الاجتماع في مجال اختصاصه.
وفي كتابه طبيعة الإنسان ومعنى الوجود عام (1962) هاجم فيه الفلسفة المادية. وكتب فيه أن نظاماً وتناسقاً في الكون، قد وُهِبَ للكائنات الحية والانسان مع الروح. وركَّز في كتابه «مخطط الخلود»، الذي نشر في وقت متأخر من حياته المهنية على العمل الذي قام به على مدى عقود، وأكدَّ أن الحقول الكهروديناميكية لجميع الكائنات الحية، والتي يمكن قياسها ورسمها بأجهزة الفولتميتر القياسية، تضبط وتتحكم بتطور كل الكائنات الحية، وصحتها، وطباعها. وسمى هذه المجالات مجالات الحياة أو «حقول إل».
قارن بور ما بين «حقل إل» وإنجاز هانز درايش وحقل التخلق الشكلي لهانس سبيمان وبول فايس. واستخدام بور «حقل إل» لشرح تمايز الخلايا وشكل الكائنات الحية. وذكر الكاتب روبي خو في صحيفة نيو ستريتس تايمز أن معظم العلماء رفضوا نظرية بور، وتابع ليونارد جيه.رافيتس وهو طبيب كان يعمل مع بور في جامعة ييل بحث بور. وكتب رافيتس" أن الإباضة، والمرض، والجروح والخدوش يمكن أن تؤثر على قراءات "الحقل إل".

## حياته الشخصية
كان بور رساماً هاوياً، يعشق مناظر البحر والمناظر الطبيعية. وقد تأثر في وقت مبكر بأعمال صديقه الرسام: جورج بروسل، ولاحقاً أصبحت لوحاته أكثر تجريداً، واستخدم في الرسم ألوان الشمع «الباستيل» بدلاً من الألوان الزيتية، وقام بعرض لوحاته في جمعية لايم آرت أسوسيشن ما بين (1926-1946)، وفي معرض نيو هافن بينت وفي نادي كلاي كلوب ما بين (1930-1946).